# Пітер Дуріс
Пітер Дуріс (англ. Peter Douris; нар. 19 лютого 1966, Торонто) — канадський хокеїст, що грав на позиції правого нападника.

## Ігрова кар'єра
Професійну хокейну кар'єру розпочав 1985 року.
1984 року був обраний на драфті НХЛ під 30-м загальним номером командою «Вінніпег Джетс». 
Протягом професійної клубної ігрової кар'єри, що тривала 18 років, захищав кольори команд «Вінніпег Джетс», «Бостон Брюїнс», «Анагайм Дакс», «Даллас Старс», «Ландсгут» та «Мюнхен Баронс».

## Нагороди та досягнення
- Срібний призер молодіжного чемпіонату світу 1986.
- Чемпіон Німеччини в складі «Мюнхен Баронс» — 2000.